# Tekes

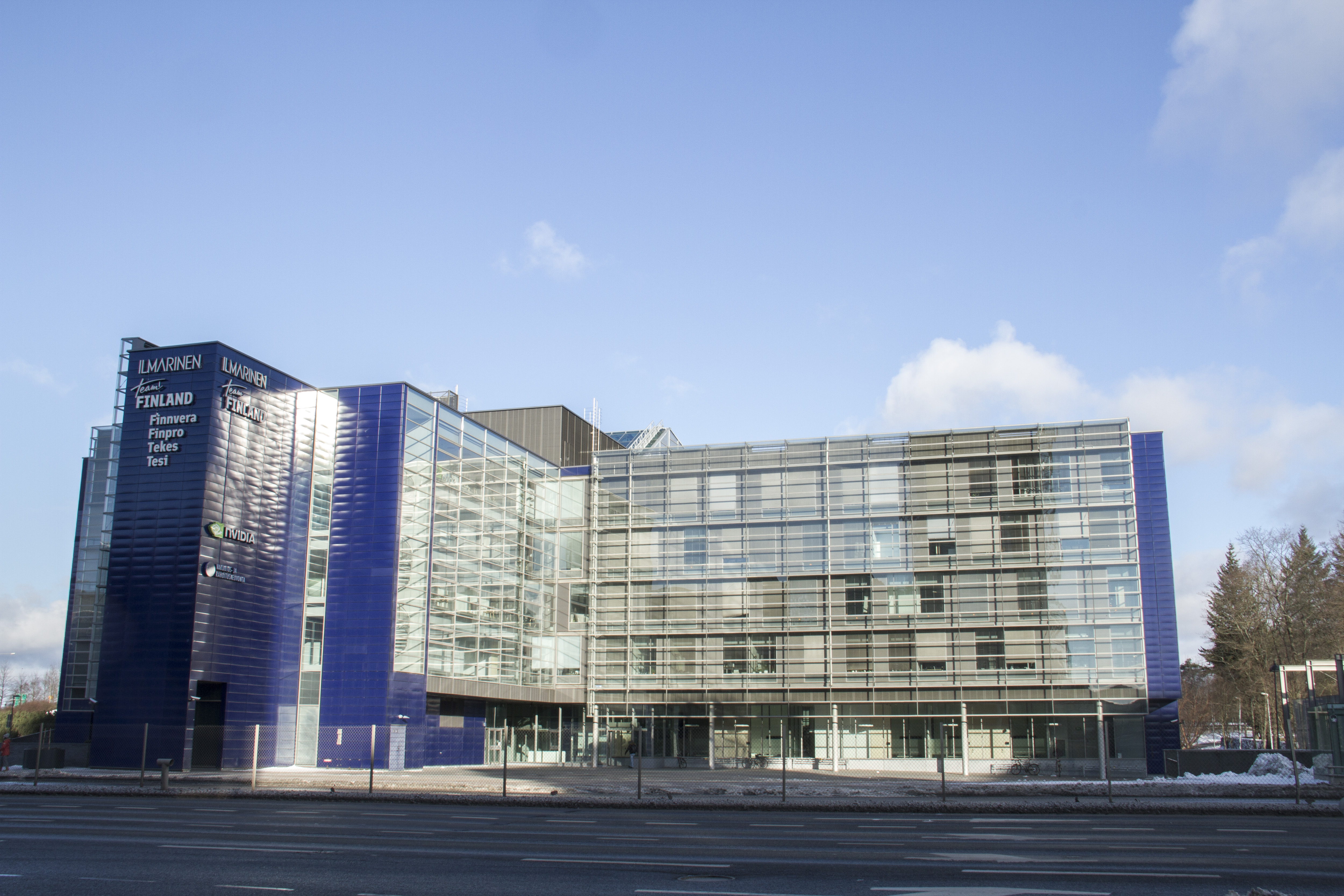
Tekes huvudkontor i Team Finlandhuset vid Porkkalagatan i Gräsviken i Helsingfors

Tekes,  Utvecklingscentret för teknologi och innovationer, är en finländsk myndighet  under arbets- och näringsministeriet med uppgift att finansiera utveckling av tillväxt- och affärsinriktade innovationer.  
Tekes grundades 1983 och har en årlig budget på omkring 500 miljoner euro, varav cirka en tredjedel används för forskning och utveckling inom universitet och forskningsinstitut. Myndigheten har kontor i Helsingfors och utomlands i Bryssel, Tokyo, Washington, Peking, Shanghai och Silicon Valley. Den har omkring 400 anställda och leds av en styrelse på sju personer, vars medlemmar utses av statsrådet för tre år åt gången. Vidare finns Delegationen för Tekes med omkring 25 medlemmar, vars uppgift är att främja samarbete mellan Tekes och näringsliv, universitet, högskolor och forskningsinstitut.
Tekes gjorde år 2012 åtaganden om sammanlagt 570 miljoner euro. 

## Sammanslagning med Finpro
- Finlands regering beslöt våren 2017 att slå samman Tekes med Finpro Oy till en organisation från 1 januari 2018 under arbetsnamnet Business Finland.